# Елса Моранте
Елса Моранте (на италиански: Elsa Morante) е италианска писателка, есеистка, поетеса и преводачка, сред най-значимите писателки в Италия след Втората световна война.
Тя е първата жена, удостоена с наградата Стрега през 1957 г. с романа L'isola di Arturo („Островът на Артуро“). Авторка е на романа La Storia („История“), който се появява в списъка на стоте най-добри книги на всички времена, изготвен през 2002 г. от Норвежкия книжен клуб. 
Съпруга е на италианския писател Алберто Моравия. Нейна внучка е актрисата Лаура Моранте.

## Биография
Родена е в Рим на 18 август 1912 г. в семейството на еврейската учителка Ирма Поджибонси, родом от Модена, и на Аугусто Моранте, надзирател в поправителен дом за непълнолетни. Когато е на 14 г., разбира, че истинският й баща всъщност е сицилианският пощенски служител Франческо Ло Монако, за когото преди това е вярвала, че е неин кръстник; той се самоубива през 1943 г. Има трима братя – Марио, починал като дете преди раждането й, Алдо, Марчело (също писател) и Мария, всичките деца на Ло Монако. Историята на семейството е подробно разказана в автобиографичните мемоари на брат й Марчело Maledetta Benedetta. 
Прекарва детството си в работническия квартал „Тестачо“. Тъй като страда от анемия и лошо здраве, не ходи училище. На шестгодишна възраст се премества да живее за известно време при благородничката Мария Гуериери ди Гонзага, нейна кръстница, във вила в римския квартал „Номентано“. Когато семейство на Моранте се премества в квартал „Монте Верде Нуово“ през 1922 г., Елса се присъединява към него, учейки в гимназията „Вирджилио“.
След като завършва училище на осемнадесет години, тя заживява сама. Започва да следва литература в Римския университет „Сапиенца“, но прекъсва по финансови причини и изкарва прехраната си, като редактира докторски дисертации и дава частни уроци по латински.
Започва да пише детски песнички и детски приказки, стихотворения и разкази в много млада възраст: от 1933 г. до началото на Втората световна война те излизат в периодични издания от различен характер, сред които „Кориере дей Пиколи“, „Меридиано ди Рома“, „И Дирити дела скуола“ (в което, наред с други неща, на части през 1935 г. излиза късият й роман Qualcosa bussa alla porta) и „Оджи“, за което списание тя пише под мъжкия псевдоним „Антонио Карера“ и вероятно „Ренцо/Лоренцо Диодати“. Тя също така си сътрудничи със списанието „Ероика“, където между 1931 и 1937 г. публикува четири декадентски стихотворения и разказа Il bambino ebreo („Малкият евреин“)
Първата й книга е сборник с младежки разкази Il gioco segreto („Тайната игра“), публикувана през 1941 г. от изд. „Гарцанти“. През 1942 г. излиза детската книга Le bellissime avventure di Caterì dalla trecciolina, публикувана от изд. „Ейнауди“ (книгата е придружена от илюстрации, направени от самата писателка; частично пренаписана, през 1959 г. излиза разширената версия Le straordinarie avventure di Caterina).
През 1936 г., докато съжителства с по-възрастен от нея мъж, Моранте се запознава, чрез художника Джузепе Капогроси, с писателя Алберто Моравия, за когото се омъжва на 14 април 1941 г. Заедно двамата се срещат с най-големите италиански писатели и мислители от следвоенния период, включително Пиер Паоло Пазолини (с когото Моранте е приятелка дълго време преди окончателното им отчуждение около 1971 г.), Умберто Саба, Атилио Бертолучи, Джорджо Басани, Сандро Пена и Енцо Сичилиано.
През Втората световна война, след примирието от 8 септември 1943 г., за да избягат от арест от наци-фашистите, Моранте и Моравия напускат окупирания от германците Рим и се качват на влак за Неапол. Неспособни да продължат пътуването си поради повреда на железопътната мрежа, те слизат в южноиталианското село Фонди, на няколко километра от морето, където намират убежище до освобождението през 1944 г., подпомогнати от фермерите. Тези места се появяват в известния роман на Моравия „Чочарка“ , докато Моранте говори за тях в романа си La Storia.
Освен че започва да пише първия си роман Menzogna e sortilegio („Лъжа и заклинание“), през този период Маранте започва да превежда дневника на Катрин Мансфийлд Scrapbook. След края на войната Моранте и Моравия се запознават с американския преводач Уилям Уивър, който им помага да достигнат до американска публика. Чрез писателката Наталия Гинзбург пък Моранте публикува първия си роман с изд. „Ейнауди“ през 1948 г. Благодарение на подкрепата на критика Джакомо Дебенедети същата година книгата печели наградата „Виареджо“, споделяйки я с Алдо Палацески. През 1951 г. романът е публикуван в Съединените щати под заглавието House of Liars, но Моранте не е доволна от превода, понеже той отрязва около 150 страници от оригинала.
Годините след Menzogna e sortilegio се характеризират със засилен интерес към киното, който не е изоставен и след това. През 1949 г. Моранте прави първия си съвместен проект – този с Алберто Латуада, с когото написва сценарий за филм, който би трябвало да бъде озаглавен Miss Italia, и през 1952 г. с Франко Дзефирели за филма Verranno a te sull'aure ... Нито един от двата филма не е заснет. Филмът Miss Italia, който Дуилио Колети режисира през 1950 г. с Джина Лолобриджида като героиня, е напълно различен от предишния проект и е създаден, след като продуцентът Карло Понти отхвърля сценария на Латуада-Моранте, считан за некомерсиален.
Между 1951 и 1952 г. Моранте води рубрика за филмова критика по радиото, която завършва с оставката й поради акт на цензура, наложен от ръководството на RAI. Интересът й към киното обаче не намалява, а напротив – се засилва благодарение на приятелството й с Пиер Паоло Пазолини. Моранте има кратка епизодична роля като затворничка във филма от 1961 г. „Безделник“. Освен това тя почти винаги е до Пазолини по време на заснемането на филмите му през 60-те години. Тя присъства на снимачната площадка на „Евангелието по Матея“ като асистент-режисьор (некредитиран) и често сътрудничи, анонимно, при създаването на саундтраците за тези филми; единственият саундтрак, който е приписван на нея, е този на „Медея“ (1969). Моранте написва думите на баладата, която един шут пее, по мелодията на Нино Рота, във филма на Франко Дзефирели „Ромео и Жулиета“ (1968).
Вторият роман на Моранте, L'isola di Arturo („Островът на Артуро“), е публикуван в Италия през 1957 г., отново от изд. „Ейнауди“. Той постига голям успех сред публиката и критиците и й носи наградата „Стрега“. През 1962 г. е заснет и едноименен филм, режисиран от Дамяно Дамяни. 
През 1958 г. изд. „Лонганези“ публикува стихосбирката й Alibi, която включва, в допълнение към заглавната лирика, и различни други стихотворения, вече включени в романите Menzogna e sortilegio и L'isola di Arturo, както и стихотворението Avventura, вече публикувано в сп. „Ботеге Оскуре“ през 1951 г. със заглавието L'avventura .
В началото на 60-те години писателката прави втори сборник с разкази, публикуван от изд. "Ейнауди“ през 1963 г. – Lo scialle andaluso („Андалузкият шал“), който включва някои от разказите, вече публикувани в Gioco segreto, заедно с по-нови. 
През 1965 г. тя публикува, след като я представя няколко пъти в Торино, Милано и Рим, Pro o contro la bomba atomica (За и против атомната бомба). Кратко есе с голям морален ангажимент – това е текстът, в който Моранте излага своята поетика с най-голяма смелост и яснота: поезията поддържа реалността жива и побеждава нереалността.
Моранте и Моравия се разделят през 1961 г., но не се развеждат. Няколко години по-рано Моранте има бурна връзка с режисьора Лукино Висконти, а в началото на 60-те – с нюйоркския художник Бил Мороу, който загива при падане от небостъргач. Нейни приятели през онези години са критикът Чезаре Гарболи и актьорът Карло Чеки.
Силно засегната от смъртта на Мороу, Моранте продължава да пише, макар и спорадично, работейки върху роман, който обаче не излиза: Senza i conforti della religione. През 1968 г. публикува Il mondo salvato dai ragazzini – сборник или песенник, който съчетава по оригинален начин форми на традиционна поезия, песни, едноактна пиеса (La commedia chimica, вдъхновена от нейните експерименти с ЛСД и други подобни) и морални басни. 
От 1971 г. нататък, възприемайки някои герои и теми от стария проект Senza i conforti della religione, тя започва да пише романа La Storia („История“). Книгата, чието действие се развива в Рим по време на Втората световна война, е публикувана от изд. „Ейнауди“ през 1974 г. Тя веднага постига голям успех в продажбите и международна слава; но също така получава безмилостни атаки от много войнствени критици, както десни, така и леви. Направени са две телевизионни адаптации: едната от Луиджи Коменчини през 1986 г. с Клаудия Кардинале, а другата през 2024 г. от Франческа Арчибуджи с Жасмин Тринка .
Последният роман на Моранте е Aracoeli, публикуван от изд. „Ейнауди“ през 1982 г., за който през 1984 г. тя получава Prix Médicis. Малко преди да го завърши, тя чупи бедрената си кост при падане, което я принуждава да остане на легло за дълго. След като книгата излиза, тя разкрива, че е сериозно болна. Прави опит за самоубийство през 1983 г., но е спасена от икономката си. Приета в клиника, Моранте е подложена на сложна хирургична операция, която обаче не й помага много. Умира през 1985 г. след инфаркт на 73 години.
Освен двата тома Opere („Творби“), публикувани в поредицата „Меридиани“ от изд. „Арнолдо Мондадори“, някои нейни творби са публикувани посмъртно: като дневника на сънищата от 1938 г. Lettere ad Antonio, публикуван със заглавието Diario 1938 от изд. „Ейнауди“ през 1989 г. През 2002 г. са събрани някои Racconti dimenticati: томът включва 14-те разкази от сборника с разкази Il gioco segreto, изключени от Lo scialle andaluso, и някои други, разпръснати из различни списания, както и дванадесет кратки детски фантазии и една непубликувана творба. Тези детски фантазии (вече петнадесет) са публикувани независимо през 2013 г. от Ейнауди със заглавието Aneddoti infantili: става въпрос  за поредица от полуавтобиографични разкази, които писателката публикува между 1939 и 1940 г. в рубриката Il giardino d'infanzia на ежеседмичника „Оджи“.
През 2012 г. е публикувана колекция от кореспонденция на Моранте, състояща се от 596 писма, озаглавена L'amata („Обичаната“), редактирана от нейния племенник Даниеле Моранте със съдействието на Джулиана Загра. 
Нейните ръкописи се съхраняват в Националната централна библиотека на Рим, която е домакин на две изложби, посветени на писателката: първата през 2006 г. (Le stanze di Elsa) и втората през 2012 г. (Santi, Sultani e Gran Capitani in camera mia).

## Основни теми
Моранте култивира любов към музиката, книгите и котките. Любимите й книги включват „Илиада“, „Дон Кихот“ и „Хамлет“. Тя също се интересува от психологията на Зигмунд Фройд, от Платон и от Симон Вейл. Южна Италия е фон за голяма част от нейната работа.
Повечето от най-значимите й произведения са оформени от нейните избор и жизнени преживявания и са отразени в нейните герои. Една от централните теми в творчеството на Моранте е нарцисизмът. Повечето от главните й герои използват автобиографията като начин да търсят самотерапия и надежда. Разказът става водещ инструмент. Нейното писане е от съществено значение за формирането на положително съзнание за нейните лични спомени.
Друг важен аспект от творчеството на Моранте е метафората на любовта. Според нея любовта може да бъде страст и мания, и може да доведе до отчаяние или разрушение. Тази траектория е свързана с любовта й към 9-годишно момче, когато е само на 2,5 г. Според нея първата й любов е била рай, но след това се е превърнала в ад. Метафората на любовта може лесно да бъде проследена до едно от най-известните й стихотворения „Алиби“. Любовта и нарцисизмът са теми, добре свързани една с друга. Повечето от героите на Моранте търсят любовта не защото изпитват истински чувства към човека, в когото са се влюбили, а защото трябва да прикрият чувството на празнота от детството си.
Чрез любовта и нарцисизма Моранте въвежда други теми като ролята на майчинството и значението на детските преживявания.

## Избрана библиография

### Художествени творби
Романи
- Menzogna e sortilegio, 1948
- L'isola di Arturo, 1957 (Награда „Стрега“)
- La Storia, 1974
- Aracoeli, 1982

Сборници с разкази
- Il gioco segreto, 1941 (с 20 разказа)
- Le bellissime avventure di Caterì dalla Trecciolina, 1942; 1995; преработено и разширено издание като Le straordinarie avventure di Caterina, 1959; 1969; 2007 (с 13 разказа)
- Lo scialle andaluso, 1963 (с 12 разказа)
- Aneddoti infantili, 2013 (с 15 младежки разказа)

Поезия
- Alibi, 1958; 1988; 2004, 2012
- Il mondo salvato dai ragazzini e altri poemi, 1968 (Награда „Бранкати“ 2006-2022 г.)

Събрани творби
- Opere I, 1988 (съдържа Menzogna e sortilegio, L'isola d'Arturo, Alibi, Lo scialle andaluso, приложение от Il gioco segreto);
- Opere II, 1990 (съдържа Il mondo salvato dai ragazzini, La Storia, Aracoeli, Pro e contro la bomba atomica, Lettere ad Antonio)

### Публицистика
- Pro o contro la bomba atomica e altri scritti, 1987
- Piccolo manifesto e altri scritti, 1988
- Pagine di diario, в "Paragone letteratura", 39 (1988), n.s., n. 7 (456), с. 3-16
- Diario 1938 (дневник на сънищата, познат и като Lettere ad Antonio и Libro dei sogni)
- Piccolo manifesto dei comunisti (senza classe né partito). Lettera alle Brigate Rosse, 2004
- Catullo e Lesbia, 2013 (публикуван в антологията Storie d'amore, 1950).
- La vita nel suo movimento. Recensioni cinematografiche 1950-1951, 2017